# Edouard Herzen
Edouard Herzen (1877 — 1936) foi um químico belga.
Participou da 1ª, 2ª, 4ª, 5ª, 6ª e 7ª Conferência de Solvay.
- Commons